# Waschhaus (Champougny)

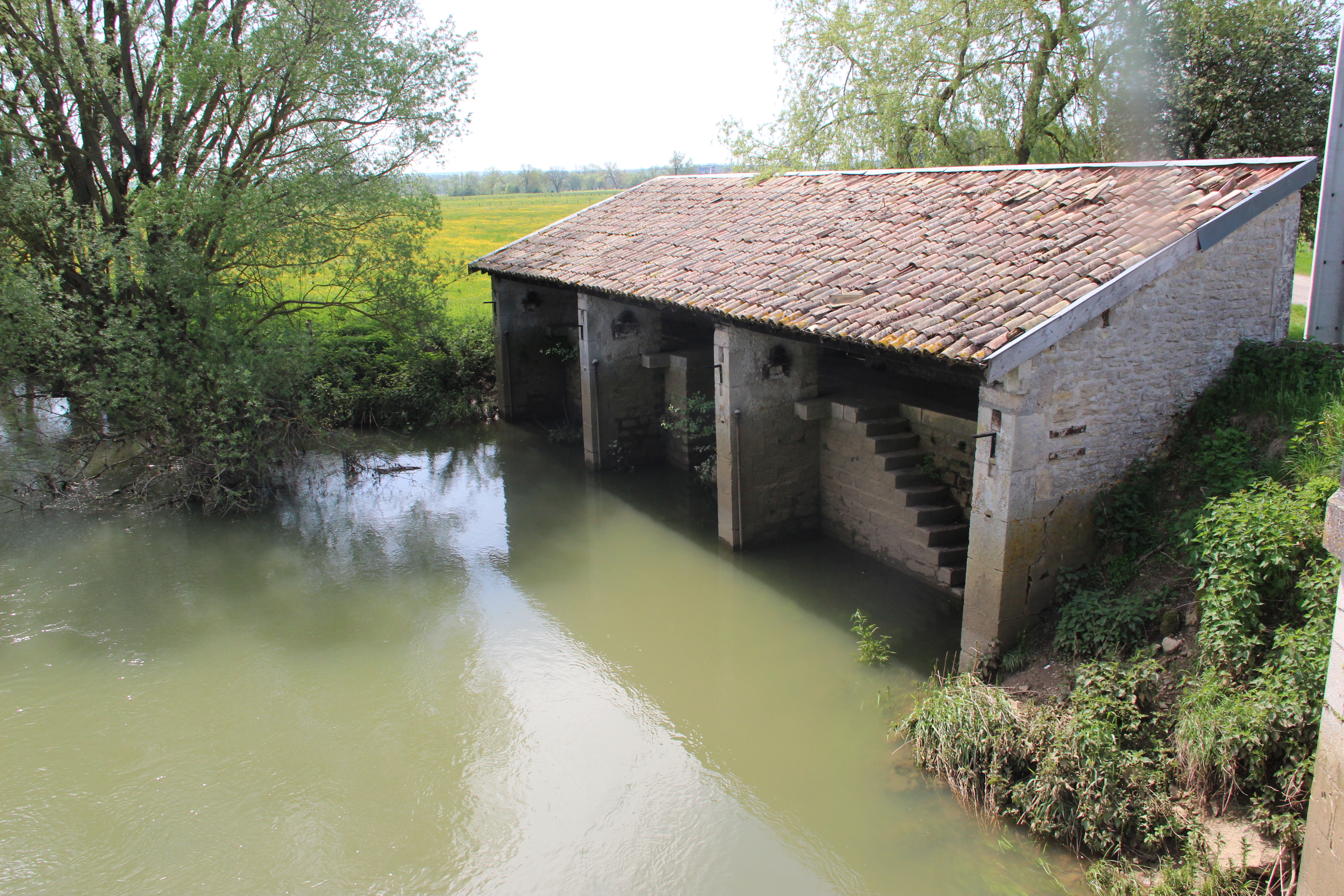
Waschhaus in Champougny

Das Waschhaus (französisch lavoir) in Champougny, einer französischen Gemeinde im Département Meuse in der Region Grand Est, wurde 1889 errichtet. 
Das öffentliche Waschhaus aus Bruchsteinmauerwerk mit Pultdach steht am Fluss Meuse. Das dreigeteilte Gebäude hat drei neunstufige Treppen, die hinunter zum Wasser führen. Der Mechanismus, der die hölzernen Arbeitsplattformen für die Wäscherinnen hob oder senkte, ist nicht mehr vorhanden. 